# Sjoestedtacris inornata
Sjoestedtacris inornata är en insektsart som beskrevs av Baehr 1992. Sjoestedtacris inornata ingår i släktet Sjoestedtacris och familjen gräshoppor. Inga underarter finns listade i Catalogue of Life.